# لس‌آنجلس، شهرستان ویلسی، تگزاس
لس‌آنجلس (به انگلیسی: Los Angeles) یک منطقهٔ مسکونی در ایالات متحده آمریکا است که در تگزاس واقع شده‌است. لس‌آنجلس ۰٫۴ کیلومتر مربع مساحت و ۱۲۱ نفر جمعیت دارد و ۹ متر بالاتر از سطح دریا واقع شده‌است.